# Korsnesfjorden
Korsnesfjorden er en del af Vinjefjorden i Aure og Heim kommuner på Nordmøre . Fjorden ligger på sydsiden af øen Stabblandet og går 6,5 kilometer mod øst til Arasvikfjorden. Fjorden starter i vest mellem Korsneset i syd og Flesaskjer ved Flåsåsundet i nord. I øst ender fjorden mellem Taknes i syd og Bergeneset i nord ved enden af Imarsundet.